# Vereinigung der Städte mit hussitischer Geschichte und Tradition
Die Vereinigung der Städte mit hussitischer Geschichte und Tradition ist ein Städtebund mit sechs deutschen und zwölf tschechischen Mitgliedsstädten. Verbindendes Element zwischen den Orten ist, dass sie von den Hussitenkriegen im 15. Jahrhundert betroffen waren und im Gedenken daran eine hussitische Tradition im Rahmen von Volksfesten oder Formen der Erinnerungskultur pflegen. Auf der Basis gemeinsamer Geschichte und Tradition haben sich die Mitgliedsstädte zu einer grenzüberschreitenden Zusammenarbeit im kulturellen Bereich verpflichtet und möchten den internationalen Austausch auf der Ebene der Bürgerinnen und Bürger fördern. Diese Arbeit sehen die Städte als einen wichtigen Baustein für den europäischen Integrationsprozess und die Völkerverständigung an.
Aktuell (2023) sind achtzehn tschechische und sechs deutsche Städte Mitglied der Vereinigung mit hussitischer Geschichte und Tradition:
- Bärnau (DE)
- Bernau (DE)
- Borovany (CZ)
- Český Brod (CZ)
- Domažlice (CZ)
- Husinec (CZ)
- Konstanz (DE)
- Naumburg (DE)
- Neumarkt i. d. OPf. (DE)
- Neunburg vorm Wald (DE)
- Písek (CZ)
- Sedlčany (CZ)
- Sezimovo Ústí (CZ)
- Slaný (CZ)
- Stříbro (CZ)
- Tábor (CZ)
- Tachov (CZ)
- Žlutice (CZ)

Im Rahmen des Hussiten-Kirschfestes in Naumburg 2023 fand ein Treffen sowie eine Beteiligung am Umzug der involvierten Städte zum 25-jährigen Jubiläum statt.